# Втрати 44-го окремого стрілецького батальйону
Список висвітлює втрати 44-го окремого стрілецького батальйону Збройних сил України.

## 2022
- Чернега Олександр Вікторович (09.09.1990 — 30.03.2022) [1]
- Сидоришин Кирило Андрійович (2000 — 19.07.2022) [2]
- Андрєєв Аркадій Сергійович (1992 — 18.11.2022) [3]
- Матвєєв Сергій (1988 — 26.12.2022)[4]
- Суббота Денис Вікторович (09.09.1990-30.12.2022), старший солдат. Загинув поблизу н.п Терни Донецької області.

## 2023
- Міщанин Андрій Юрійович (12.05.1993 — 08.01.2023) [5]
- Тищенко Андрій Петрович «Лимон» (15.02.1985 — 18.01.2023) [6]
- Соколов Віталій Миколайович (01.11.1985 — 25.01.2023) [7]
- Волинко Анатолій Михайлович (1967 — 25.01.2023) [8]
- Дорошенко Руслан Алійович (30.10.1988 — 25.07.2023) [9]
- Вовк Андрій (1984 — 15.08.2023) [10]
- Гайдук Сергій «Анаконда» (35 років, м Київ—22.08.2023) [11]
- Рокоман Олексій Валерійович (23.03.1991 — 23.08.2023) [12]
- Філіпчонок Володимир Вікторович (14.11.1977 — 30.08.2023) [13]
- Буткевич Антон Андрійович (08.02.1999 — 28.11.2023) [14]
- Андрієвський Ігор Михайлович (12.06.1969 — 05.12.2023) [15][16]

## 2024
- Гришко Сергій Сергійович (14.01.1982 — 27.02.2024) [17]
- Степаненко Дарина (1991 — 24.05.2024) [18]
- Арбузов Костянтин Володимирович (? — 2024) [19]
- Копейкін Віталій, командир стрілецького відділення. Загинув 10 квітня 2024 року поблизу н.п. Терни Донецької області[20].
- 25 квітня 2024 - Віталій Григор'єв, 50 років, командир стрілецького відділення. Загинув поблизу н.п. Терни Донецької області[21].

## 2025
- Жук Тарас (7.04.1979—4.4.2025)[22]